# 熊本県道119号植木山鹿線
熊本県道119号植木山鹿線（くまもとけんどう119ごう うえきやまがせん）は、熊本県熊本市北区から山鹿市に至る一般県道である。

## 概要
名称が似ている熊本県道55号山鹿植木線とはほぼ並行しているが、熊本県道55号山鹿植木線が国道208号へ直結するのに対し、当県道は直結していない。

### 路線データ
- 起点：熊本県熊本市北区植木町大字内（福岡県道・熊本県道3号大牟田植木線交点）
- 終点：熊本県山鹿市鹿央町持松（鹿央町持松交差点、国道3号交点）

## 歴史
- 1960年（昭和35年） - 路線認定。当時の整理番号は54。
- その後、1972年（昭和47年）ごろまでに整理番号が119に変更される。

## 地理

### 通過する自治体
- 熊本市（北区）
- 山鹿市

### 交差する道路
| 交差する道路                      | 市町村名 | 市町村名 | 交差する場所 | 交差する場所            |
| --------------------------------- | -------- | -------- | ------------ | ----------------------- |
| 福岡県道・熊本県道3号大牟田植木線 | 熊本市   | 北区     | 植木町大字内 | 起点                    |
| 国道3号                           | 山鹿市   | 山鹿市   | 鹿央町持松   | 鹿央町持松交差点 / 終点 |

### 沿線
- 熊本市立山本小学校
- 山鹿市鹿央総合支所